# Klenotnice Sifnu v Delfách
Klenotnice Sifnu v Delfách byla stavba v podobě malého chrámu typu in antis, který nechali vystavět obyvatelé ostrova Sifnos v posvátném Apollónově okrsku u delfské věštírny. Výstavba klenotnice je datována mezi léta 530 a 525 př. n. l., a je typickou ukázkou iónského řádu. Sloužila k uchování a prezentaci darů sifnijských delfské věštírně a k setkávání a odpočinku cestovatelů z ostrova. Pokladnice se do dnešních dní nedochovala, ale její rekonstrukce na základě archeologického výzkumu je zřízená v delfském muzeu.

## Legendy

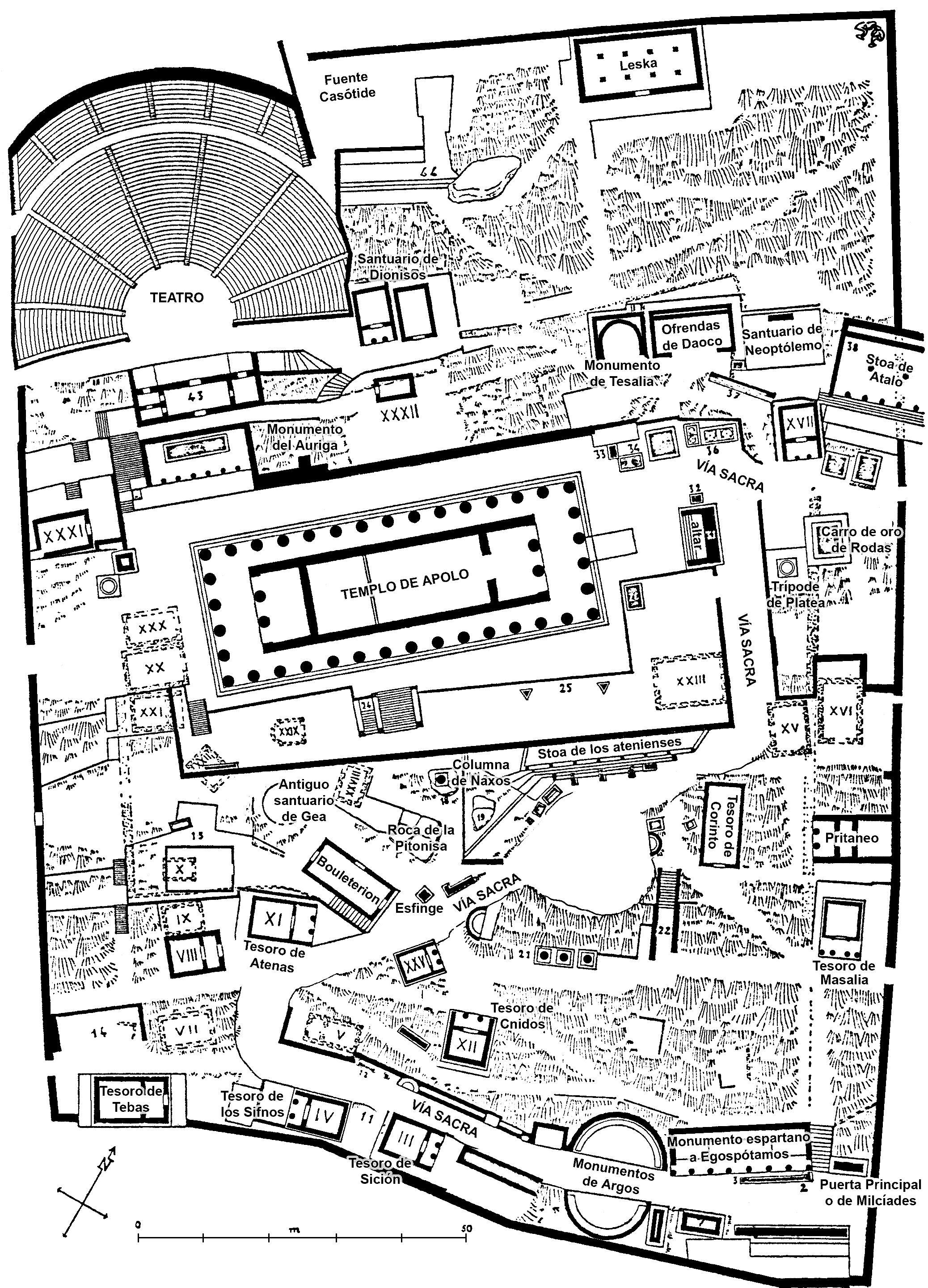
Mapa posvátného Apollónova okrsku, pokladnice Sifnu vlevo dole, označená číslem IV

Ke vzniku chrámu se vážou pověsti. V první z nich se tvrdí, že bůh přikázal sifnijským, aby odevzdávali desetinu výdělku z dolů do Delf. Zpočátku ostrované postavili pokladnici a dávku odváděli, ale po čase si peníze začali nechávat, a tak dal bůh jejich doly zatopit. Druhá pověst praví, že jakmile byla pokladnice dostavěna, dostala se sifnijským od Pýthie věštba: „Jakmile v Sifnu radnice zazáří bělostnou barvou stejně, jak tržiště lem, tu rozumný muž nechť se chrání před vojskem dřevěným, stejně i před jeho vyslancem rudým.“ Nedlouho poté byl Sifnos popleněn vojáky z ostrova Samu. Shodou okolností byla radnice i tržiště obloženy bílým parským mramorem a samští připluli na dřevěných rudých lodích.

## Poloha a popis
Sifnijský thesaurus stál v jižní části Apollónova okrsku v Delfách, hned u hradby okrsku (peribolu), nalevo od 4–5 metrů široké Svaté cesty. V době stavby klenotnice měla cesta jednotlivé stupně a až Římané překryli cestu velkými kamennými bloky.
Pokladnice má tvar obdélníku o stranách 8,9 m a 6,3 m, a je postavena v iónském stylu (vliv zadavatelů stavby ze Sifnu), což není na řecké pevnině úplně obvyklé. Půdorys odpovídá typu chrámu in antis (řecky náos en parastasin), kdy z celistvé celly pokračují zídky po stranách, které tak tvoří jakousi předsíňku (pronaos), jen sloupy v průčelí jsou nahrazeny dvěma karyatidami. Štít i vlys jsou zdobeny reliéfem. Podloží bylo naskládáno vápencem a samotná budova byla z ostrovního mramoru, který byl místy výrazně polychromován.
Celý chrámový okrsek je v prudké stráni na úpatí pohoří Parnassos. Tato poloha neumožňovala pravidelnou orientaci staveb jedním směrem, a proto, jak postupně pokladnice v okrsku přibývaly, vybírali stavitelé vhodná místa, kolem Svaté cesty, bez ohledu na uspořádání ostatních budov. Sifnijský thésauros je orientován téměř západo-východně s malou odchylkou k severu.
V pokladnici byly uloženy votivní dary pro boha Apollóna a samotná stavba byla také ex votem. Vstup byl omezen na vybrané návštěvníky a správce, který o chrámek pečoval.
I když politický význam Sifnu upadal, zůstala klenotnice v bezpečí, pod ochranou moci delfské věštírny až do obsazení Řecka Římem. Roku 395 našeho letopočtu římský císař Theodosius I. Veliký zakázal uctívání pohanských kultů a okrsek v Delfách i pokladnice sifnijských se začaly pomalu rozpadat.

### Sloupy v průčelí

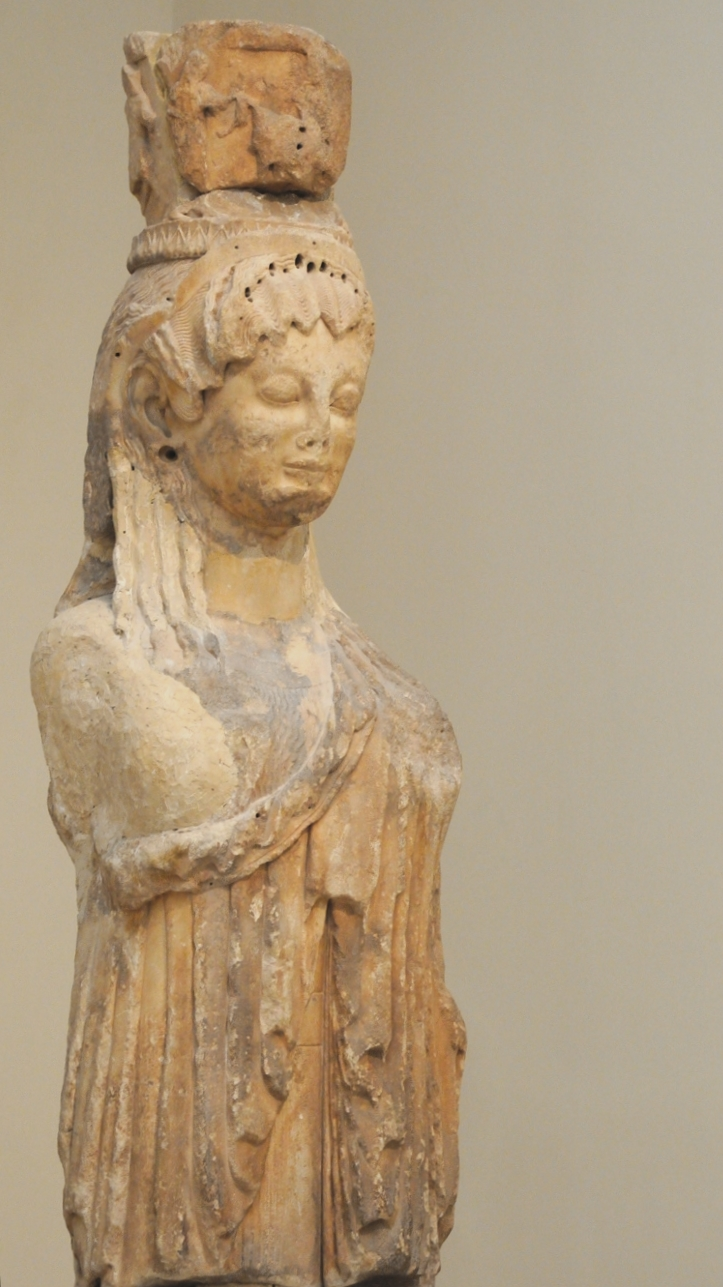
Karyatida z průčelí chrámku

Architráv nesou dva sloupy v podobě mladých dívek – karyatid z parského mramoru. Tyto karyatidy patří k nejstarším svého druhu. Podle pověsti se město Karyai za Řecko-perských válek postavilo na stranu Peršanů. Vítězní Athéňané se rozhodli město potrestat. Vyplenili Karyai a do Athén odvedli mladé dívky, které měly nést břímě otroctví a ostudy až do konce života . Odtud jejich název, který se ale očividně vztahuje na karyatidy z Erechtheia na Akropolis, který byl ale postaven až koncem 5. století před naším letopočtem. Název je tedy mladší než sochy dívek z thesauru.
Aby splnily svoji podpěrnou funkci, stály karyatidy (1,75 m) na mramorových soklech a na hlavě každá nese válcovitou čapku – polos, který je reliéfně zdobený nymfami a satyry. Polos postupně vybíhal v echinus, na kterém je reliéfně vyobrazen lev útočící na jelena. Nad echinem je abakus, podpírající samotný epistyl. Kompozice horní části sloupu by tak odpovídala dórské hlavici, ale nosníky, ornamentika a celá budova už je vysloveně iónská.
Byla spolehlivě identifikována jen jedna z karyatid. Existuje teorie, že takzvaná karyatida „ex-knidská“ je druhou z klenotnic sifnijských, ale tato teorie není příliš pravděpodobná, protože spodní části hlav obou karyatid se liší – ex-knidská karyatida má archaičtější úsměv a mnohem výraznější líce než ta z klenotnice Sifnu. Rekonstrukce z Delfského archeologického muzea vychází ze zrcadlové podobnosti obou karyatid. Samotné karyatidy jsou spodobněním mladých dívek (archaických korai). Jsou oděny podle iónské módy v chitonu sepjatém na ramenou s přehozem, který obtáčí jeden bok pod paží a šikmo přes hruď se táhne k rameni, kde je sepnut a jeho konec visí volně podél paže – u každé dívky na jinou stranu, směrem k chrámovým antám. Vnější ruka je ohnutá v lokti.
Umělec si nemohl dovolit měnit postoj figury, protože ten byl dán tradicí, i tak ale oproti archaickým koré vyzařuje karyatida mnohem větší dynamičnost, propracovanost a pestrost. Archaická strnulost pomalu mizí a pohyb je naznačen lehce vykročenou nohou, jednou rukou ohnutou v lokti do pozice kolmo k ose těla a druhou rukou lehce ohnutou v lokti, odpoutanou od těla. Chiton ještě na hrudi opisuje tvar těla, ale je na něm naznačeno lehké vlnění. Drapérie přehozu je bohatě rozvinuta a vytváří hluboké záhyby nezávisle na těle. Ženy se v té době objevovaly na veřejnosti v oděvu prakticky celé zahalené, a proto bylo rozvinutí oděvu sochařovou jedinou možností.
Archaický úsměv už není tolik strnulý, ale uvolňuje se. Rty zůstávají sevřeny. Socha je frontální, určená k pozorování z přední části, což je patrné na plné, buclaté tváři. Nos přechází přímo v čelo a nadočnicové oblouky, které ale nejsou oproti starším koré tolik ostře lomeny. Vlasy nad čelem vytvářejí pravidelné vlnky, což opět odpovídá archaickému vzoru, jsou ale detailněji zpracovány. Dále dolů vlasy splývají a v pramenech plynou přes klíční kosti na hrudník. Díky vlasům jsou zvýrazněny uši, ve kterých zůstaly otvory po železných ozdobách.

### Výzdoba štítu a reliéfy

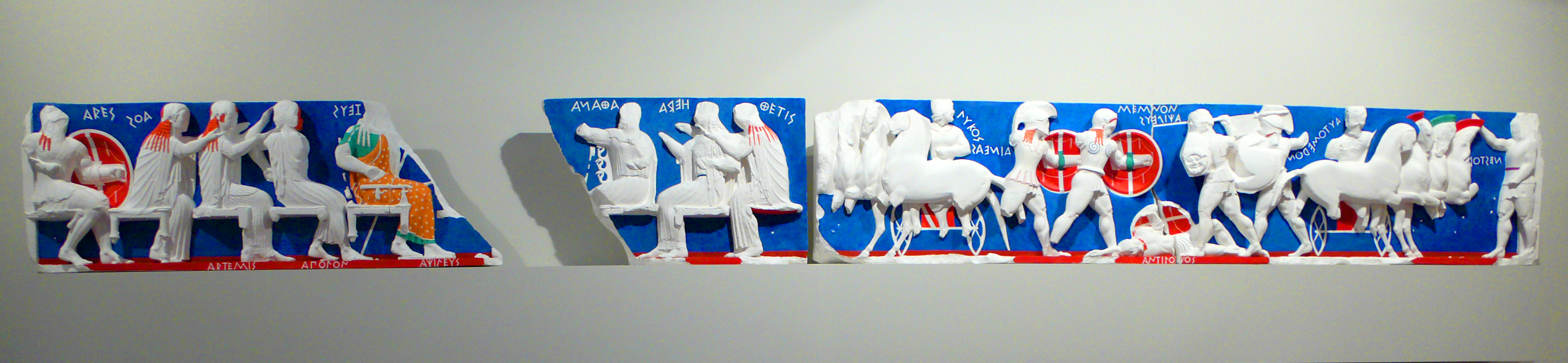
Rekonstrukce barev na východním reliéfu – rokování bohů a boj před Trójou

Celý obvod klenotnice byl zdoben vlysem, který byl bohatě polychromován. Pozadí bylo podbarveno tmavě modrou barvou, aby výjevy lépe vynikly. Další barvy už nejsou tak jisté, snad kromě tmavě červené, která byla používána na vnitřní stranu štítů. Výška reliéfu je 63 cm a na tvorbě reliéfu se podíleli dva sochaři z nichž jeden zpracoval východní a severní stranu a druhý západní a jižní stranu pokladnice. Stěny jsou z mramoru ze Sifnu, ale reliéf je v kvalitnějším parském mramoru. Dochoval se také východní fronton, který je i s reliéfy v Delfském archeologickém muzeu. Vrcholy střechy byly ozdobeny akrotérii (socha vyčnívající ze střechy ve špici štítu nad vchodem) a antefixy (reliéfní medailonky zakrývající spodní konce krokví, které drží střechu) v podobě sfing a létající bohyně Níké. Hned nad epistylem je iónské kymation a nad vlysem se táhne kymation lesbické.

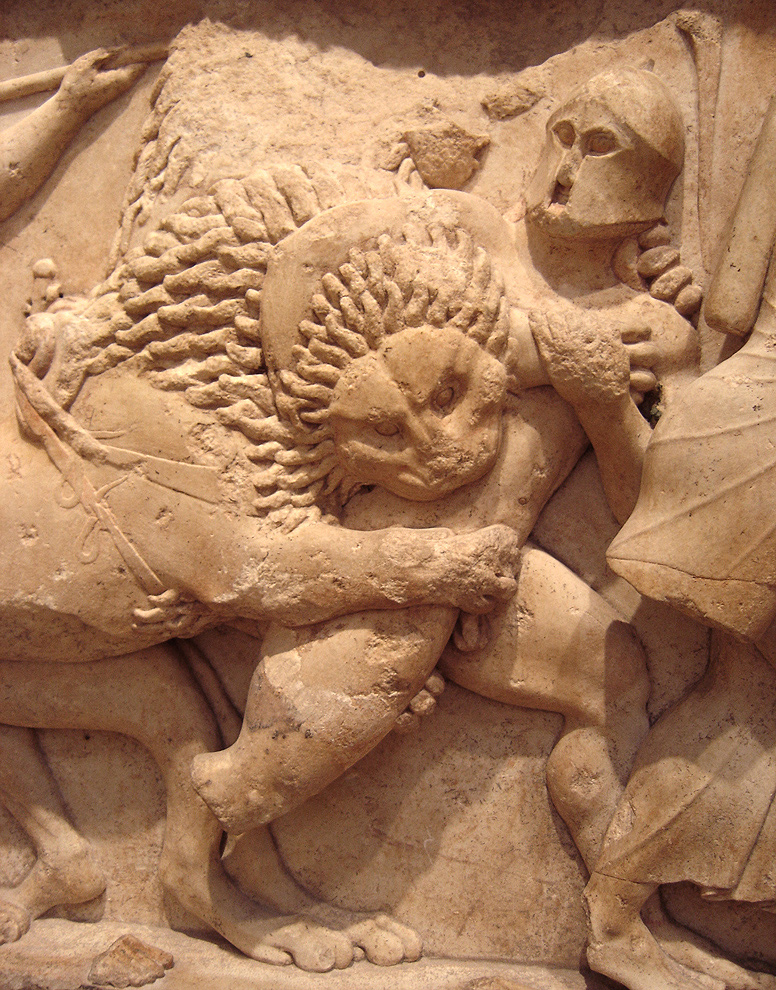
Výjev z gigantomachie, severní reliéf

- Na východním reliéfu bylo spodobněno zasedání bohů a scéna z trojské války. Odleva seděl Ares se štítem, bohyně Afrodita, Artemis, Apollon a Zeus, část reliéfu se nedochovala. Proti nim sedí Athéna, Héra a Demeter (nebo Thetis). Napravo od bohů jsou zleva bojující Memnón a Trojané, mrtvý Antilochos syn Nestora a zprava Achilles a řečtí bojovníci. Při tvorbě reliéfů bylo tradicí, že bojovníci bojující z levé strany byly stranou vítězící.
- Severní vlys zobrazuje gigantomachii neboli boj bohů s Giganty. Bohové v tomto případě bojují zleva doprava a jsou až na Area neozbrojeni. Giganti jsou zobrazeni ve zbroji a se štíty. Vlevo je Hefaistos, který žhaví uhlí, aby jej házel po nepřátelích, Dionýsos oděn do lví kůže, Themis na voze taženém lvy, sourozenci Apollo a Artemis se společně vrhají do boje, Hera, Aténa a Ares. Poražení Giganti leží nazí. Bitvy jednotlivých malých skupinek jsou kompozičně překryty a vzniká tak dojem velké bitevní vřavy.
- Reliéf na západě je zdoben výjevem z Paridova soudu. Aténa, Afrodita a Hera na vozech tažených koňmi, Afrodita jako vítězná bohyně jede zleva doprava a je uprostřed reliéfu, Aténa je v levé části a Hera vpravo.
- Z jižní části vlysu se dochovala nejmenší část a zobrazuje únos dcer Leukippových Dioskúry – Kastorem a Polydeukem.

Dochovaný východní fronton zobrazuje Herákla, který se snaží ukrást Apollónovi trojnožku. Trojnožka symbolizovala věšteckou moc Delf a sedávala na ní při věštění Pýthie. Největší a ústřední postavou frontou je Zeus, který také drží trojnožku. Napravo je Herakles v pohybu, snažící se utéci i s trojnožkou. Nalevo od Dia je Apollón, držící konec trojnožky a jeho sestra Artemis, která se mu snaží pomoci. Směrem k okrajům jsou další figury jako kůň a vůz. Na frontou je vidět problém archaických sochařů, kteří se snažili vyplnit všechno místo v trojúhelníku. Ústřední postava je proto největší, což v tomto případě odpovídá Diovu postavení mezi bohy, a postavy umístěné k okraji se zmenšují. Aby k tomu nedošlo ve větší míře, umístil sochař na dochovaný okraj dřepící postavu, která tak vhodně vyplní volné místo.